# Lijst van inzendingen voor Oscar voor beste niet-Engelstalige film 2016
Dit is de lijst van inzendingen voor Oscar voor beste niet-Engelstalige film 2016. De Academy of Motion Picture Arts and Sciences (AMPAS) nodigt jaarlijks de filmindustrieën van alle landen uit om een film in te zenden voor de Oscar voor beste niet-Engelstalige film, sinds het ontstaan van de filmprijs in 1956. De ingezonden films dienden in hun respectievelijke landen hun première te hebben tussen 1 oktober 2014 en 30 september 2015.
De deadline voor de inzendingen was 1 oktober 2015. In oktober werd de definitieve lijst door de Academy gepubliceerd. Op 17 december werden de negen films bekendgemaakt die op de shortlist komen en op 14 januari 2016 worden de vijf genomineerden bekendgemaakt.
81 landen zonden hun selectie in voor 1 oktober, voor Paraguay was het de eerste inzending ooit.

## Inzendingen
| Land                   | Engelstalige filmtitel                           | Originele titel                                    | Taal                                                    | Regie | Resultaat          |
| ---------------------- | ------------------------------------------------ | -------------------------------------------------- | ------------------------------------------------------- | --- | ------------------ |
| Afghanistan            | Utopia                                           | آرمان شهر                                          | Dari                                                    | Hassan Nazer                                                                                                  | Niet genomineerd   |
| Albanië                | Bota                                             | Bota                                               | Albanees                                                | Iris Elezi, Thomas Logoreci                                                                                   | Niet genomineerd   |
| Algerije               | Twilight of Shadows                              | غروب الظلال                                        | Arabisch                                                | Mohammed Lakhdar-Hamina                                                                                       | Niet genomineerd   |
| Argentinië             | The Clan                                         | El Clan                                            | Spaans                                                  | Pablo Trapero                                                                                                 | Niet genomineerd   |
| Australië              | Arrows of the Thunder Dragon                     | Arrows of the Thunder Dragon                       | Dzongkha                                                | Greg Sneddon                                                                                                  | Niet genomineerd   |
| Bangladesh             | Jalal's Story                                    | জালালের গল্প                                           | Bengaals                                                | Abu Shahed Emon                                                                                               | Niet genomineerd   |
| België                 | The Brand New Testament                          | Le Tout Nouveau Testament                          | Frans                                                   | Jaco Van Dormael                                                                                              | Shortlist december |
| Bosnië en Herzegovina  | Our Everyday Life                                | Naša svakodnevna priča                             | Bosnisch                                                | Ines Tanović                                                                                                  | Niet genomineerd   |
| Brazilië               | The Second Mother                                | Que Horas Ela Volta?                               | Portugees                                               | Anna Muylaert                                                                                                 | Niet genomineerd   |
| Bulgarije              | The Judgement                                    | Съдилището                                         | Bulgaars                                                | Stephan Komandarev                                                                                            | Niet genomineerd   |
| Cambodja               | The Last Reel                                    | ដុំហ្វីលចុងក្រោយ                                          | Khmer                                                   | Kulikar Sotho                                                                                                 | Niet genomineerd   |
| Canada                 | Felix and Meira                                  | Félix et Meira                                     | Frans, Jiddish                                          | Maxime Giroux                                                                                                 | Niet genomineerd   |
| Chili                  | The Club                                         | El Club                                            | Spaans                                                  | Pablo Larraín                                                                                                 | Niet genomineerd   |
| China                  | Go Away Mr. Tumor                                | 滚蛋吧！肿瘤君                                     | Mandarijn                                               | Han Yan | Niet genomineerd   |
| Colombia               | Embrace of the Serpent                           | El abrazo de la serpiente                          | Cubeo, Duits, Murui Huitoto, Spaans, Ticuna, Wanano     | Ciro Guerra                                                                                                   | Genomineerd        |
| Costa Rica             | Presos                                           | Presos                                             | Spaans                                                  | Esteban Ramírez                                                                                               | Niet genomineerd   |
| Denemarken             | A War                                            | Krigen                                             | Deens                                                   | Tobias Lindholm                                                                                               | Genomineerd        |
| Dominicaanse Republiek | Sand Dollars                                     | Dólares de Arena                                   | Spaans                                                  | Laura Amelia Guzmán, Israel Cárdenas                                                                          | Niet genomineerd   |
| Duitsland              | Labyrinth of Lies                                | Im Labyrinth des Schweigens                        | Duits                                                   | Giulio Ricciarelli                                                                                            | Shortlist december |
| Estland                | 1944                                             | 1944                                               | Estisch                                                 | Elmo Nüganen                                                                                                  | Niet genomineerd   |
| Ethiopië               | Lamb                                             | Lamb                                               | Amhaars                                                 | Yared Zeleke                                                                                                  | Niet genomineerd   |
| Filipijnen             | Heneral Luna                                     | Heneral Luna                                       | Filipijns, Engels, Spaans, Frans                        | Jerrold Tarog                                                                                                 | Niet genomineerd   |
| Finland                | The Fencer                                       | Miekkailija                                        | Estisch, Russisch                                       | Klaus Härö | Shortlist december |
| Frankrijk              | Mustang                                          | Mustang                                            | Turks                                                   | Deniz Gamze Ergüven                                                                                           | Genomineerd        |
| Georgië                | Moira                                            | მოირა                                              | Georgisch                                               | Levan Tutberidze                                                                                              | Niet genomineerd   |
| Griekenland            | Xenia                                            | Ξενία                                              | Grieks, Albanees                                        | Panos H. Koutras                                                                                              | Niet genomineerd   |
| Guatemala              | Ixcanul                                          | Ixcanul                                            | Kaqchikel, Spaans                                       | Jayro Bustamante                                                                                              | Niet genomineerd   |
| Hongkong               | To the Fore                                      | 破風                                               | Mandarijn                                               | Dante Lam | Niet genomineerd   |
| Hongarije              | Son of Saul                                      | Saul fia                                           | Hongaars, Duits                                         | László Nemes                                                                                                  | Gewonnen           |
| IJsland                | Rams                                             | Hrútar                                             | IJslands                                                | Grímur Hákonarson                                                                                             | Niet genomineerd   |
| India                  | Court                                            | Court                                              | Marathi                                                 | Chaitanya Tamhane                                                                                             | Niet genomineerd   |
| Iran                   | Muhammad: The Messenger of God                   | محمد رسولالله                                      | Perzisch                                                | Majid Majidi                                                                                                  | Niet genomineerd   |
| Irak                   | Memories on Stone                                | Bîranînen li ser kevirî                            | Koerdisch                                               | Shawkat Amin Korki                                                                                            | Niet genomineerd   |
| Ierland                | Viva                                             | Viva                                               | Spaans                                                  | Paddy Breathnach                                                                                              | Shortlist december |
| Israël                 | Baba Joon                                        | באבא ג'ון                                          | Perzisch                                                | Yuval Delshad                                                                                                 | Niet genomineerd   |
| Italië                 | Don't Be Bad                                     | Non essere cattivo                                 | Italiaans                                               | Claudio Caligari                                                                                              | Niet genomineerd   |
| Ivoorkust              | Run                                              | Run                                                | Frans                                                   | Philippe Lacôte                                                                                               | Niet genomineerd   |
| Japan                  | 100 Yen Love                                     | 百円の恋                                           | Japanees                                                | Masaharu Take                                                                                                 | Niet genomineerd   |
| Jordanië               | Theeb                                            | ذيب                                                | Arabisch                                                | Naji Abu Nowar                                                                                                | Genomineerd        |
| Kazachstan             | Stranger                                         | Жат                                                | Kazachs                                                 | Ermek Tursunov                                                                                                | Niet genomineerd   |
| Kosovo                 | Babai                                            | Babai                                              | Albanees                                                | Visar Morina                                                                                                  | Niet genomineerd   |
| Kroatië                | The High Sun                                     | Zvizdan                                            | Kroatisch                                               | Dalibor Matanić                                                                                               | Niet genomineerd   |
| Kirgizië               | Heavenly Nomadic                                 | Сутак                                              | Kirgizisch                                              | Mirlan Abdykalykov                                                                                            | Niet genomineerd   |
| Letland                | Modris                                           | Modris                                             | Lets                                                    | Juris Kursietis                                                                                               | Niet genomineerd   |
| Libanon                | Void                                             | وينن                                               | Arabisch                                                | Tarek Korkomaz, Zeina Makki, Jad Beyrouthy, Christelle Ighniades, Salim Habr, Maria Abdel Karim, Naji Bechara | Niet genomineerd   |
| Litouwen               | The Summer of Sangaile                           | Sangailės vasara                                   | Litouws                                                 | Alantė Kavaitė                                                                                                | Niet genomineerd   |
| Luxemburg              | Baby(a)lone                                      | Baby(A)lone                                        | Luxemburgs                                              | Donato Rotunno                                                                                                | Niet genomineerd   |
| Macedonië              | Honey Night                                      | Медена ноќ                                         | Macedonisch                                             | Ivo Trajkov                                                                                                   | Niet genomineerd   |
| Maleisië               | Men Who Save the World                           | Lelaki Harapan Dunia                               | Maleisisch                                              | Liew Seng Tat                                                                                                 | Niet genomineerd   |
| Mexico                 | 600 Miles                                        | 600 millas                                         | Spaans                                                  | Gabriel Ripstein                                                                                              | Niet genomineerd   |
| Montenegro             | You Carry Me                                     | Ti mene nosiš                                      | Kroatisch                                               | Ivona Juka | Niet genomineerd   |
| Marokko                | Aida                                             | عايدة                                              | Arabisch                                                | Driss Mrini                                                                                                   | Niet genomineerd   |
| Nepal                  | Talakjung vs Tulke                               | टलकजंग भर्सेस टुल्के                                     | Nepalees                                                | Nischal Basnet                                                                                                | Niet genomineerd   |
| Nederland              | The Paradise Suite                               | The Paradise Suite                                 | Nederlands, Bulgaars, Zweeds, Frans, Bosnisch, Servisch | Joost van Ginkel                                                                                              | Niet genomineerd   |
| Noorwegen              | The Wave                                         | Bølgen                                             | Noors, Deens                                            | Roar Uthaug                                                                                                   | Niet genomineerd   |
| Oostenrijk             | Goodnight Mommy                                  | Ich seh, Ich seh                                   | Duits                                                   | Severin Fiala, Veronika Franz                                                                                 | Niet genomineerd   |
| Pakistan               | Moor                                             | ماں                                                | Urdu, Pasjtoe                                           | Jami | Niet genomineerd   |
| Palestina              | The Wanted 18                                    | The Wanted 18                                      | Arabisch                                                | Paul Cowan, Amer Shomali                                                                                      | Niet genomineerd   |
| Paraguay               | Cloudy Times                                     | El tiempo nublado                                  | Spaans                                                  | Arami Ullon                                                                                                   | Niet genomineerd   |
| Peru                   | NN                                               | NN                                                 | Spaans                                                  | Héctor Gálvez                                                                                                 | Niet genomineerd   |
| Polen                  | 11 Minutes                                       | 11 minut                                           | Pools, Engels                                           | Jerzy Skolimowski                                                                                             | Niet genomineerd   |
| Portugal               | Arabian Nights: Volume 2 - The Desolate One      | As Mil e Uma Noites: Volume 2, O Desolado          | Portugees                                               | Miguel Gomes                                                                                                  | Niet genomineerd   |
| Roemenië               | Aferim!                                          | Aferim!                                            | Roemeens, Romani                                        | Radu Jude | Niet genomineerd   |
| Rusland                | Sunstroke                                        | Солнечный удар                                     | Russisch                                                | Nikita Michalkov                                                                                              | Niet genomineerd   |
| Suriname               | Enclave                                          | Енклава                                            | Servisch, Albanees                                      | Goran Radovanović                                                                                             | Niet genomineerd   |
| Singapore              | 7 Letters                                        | 7 Letters                                          | Maleis, Hokkien, Mandarijn, Malayalam, Engels           | Boo Junfeng, Eric Khoo, Jack Neo, K Rajagopal, Tan Pin Pin, Royston Tan, Kelvin Tong                          | Niet genomineerd   |
| Slowakije              | Goat                                             | Koza                                               | Slovaaks, Tsjechisch                                    | Ivan Ostrochovský                                                                                             | Niet genomineerd   |
| Slovenië               | The Tree                                         | Drevo                                              | Sloveens                                                | Sonja Prosenc                                                                                                 | Niet genomineerd   |
| Spanje                 | Loreak                                           | Loreak                                             | Baskisch                                                | Jon Garaño, Jose Mari Goenaga                                                                                 | Niet genomineerd   |
| Taiwan                 | The Assassin                                     | Nie yin niang 刺客聶隱娘                           | Mandarijn                                               | Hou Hsiao-hsien                                                                                               | Niet genomineerd   |
| Thailand               | How to Win at Checkers (Every Time)              | พี่ชาย My Hero Pi Chai My Hero                       | Thais                                                   | Josh Kim | Niet genomineerd   |
| Tsjechië               | Home Care                                        | Domácí péče                                        | Tsjechisch                                              | Slávek Horák                                                                                                  | Niet genomineerd   |
| Turkije                | Sivas                                            | Sivas                                              | Turks                                                   | Kaan Müjdeci                                                                                                  | Niet genomineerd   |
| Uruguay                | A Moonless Night                                 | Una noche sin luna                                 | Spaans                                                  | Germán Tejeira                                                                                                | Niet genomineerd   |
| Verenigd Koninkrijk    | Under Milk Wood                                  | Under Milk Wood                                    | Welsh, Engels                                           | Kevin Allen                                                                                                   | Niet genomineerd   |
| Venezuela              | Gone with the River                              | Dauna. Lo que lleva el río                         | Warau                                                   | Mario Crespo                                                                                                  | Niet genomineerd   |
| Vietnam                | Jackpot                                          | Trúng số                                           | Vietnamees                                              | Dustin Nguyen                                                                                                 | Niet genomineerd   |
| Zuid-Afrika            | The Two of Us                                    | Thina Sobabili                                     | Zoeloe                                                  | Ernest Nkosi                                                                                                  | Niet genomineerd   |
| Zuid-Korea             | The Throne                                       | Sado 사도                                          | Koreaans                                                | Lee Joon-ik                                                                                                   | Niet genomineerd   |
| Zweden                 | A Pigeon Sat on a Branch Reflecting on Existence | En duva satt på en gren och funderade på tillvaron | Zweeds                                                  | Roy Andersson                                                                                                 | Niet genomineerd   |
| Zwitserland            | Iraqi Odyssey                                    | Iraqi Odyssey                                      | Arabisch                                                | Samir | Niet genomineerd   |